# Inés del alma mía (serie de televisión)
Inés del alma mía es una serie web de drama histórico chileno-española producida por RTVE, Boomerang TV y Chilevisión basada en la novela del mismo nombre de Isabel Allende. El rodaje de la serie comenzó el 2 de septiembre de 2019 y concluyó en diciembre de 2019. La serie está compuesta de un total de 8 episodios y se estrenó el 31 de julio de 2020 en Prime Video en España y el 7 de octubre de 2020 en La 1.

## Reparto
- Elena Rivera como Inés Suárez[4]
- Eduardo Noriega como Pedro de Valdivia[4]
- Benjamín Vicuña como Rodrigo de Quiroga[4]
- Carlos Bardem como Almagro[4]
- Enrique Arce como De la Hoz[4]
- Carlos Serrano como Juan de Málaga[4]
- Francesc Orella como Pizarro[4]
- Daniela Ramírez como Marina de Valdivia[4]
- Federico Aguado como Hernando[4]
- Ismael Martínez como Aguirre[4]
- Andrea Trepat como Asunción[4]
- Antonia Giesen como Cecilia,[4]
- Pedro Fontaine como Gómez[4]
- Rafael de la Reguera como Monroy[4]
- Nicolás Zárate como Alderete[4]
- Gastón Salgado como Michimalonco[4]
- Elvis Fuentes como Marmolejo[4]
- Juan Fernández Mejías como Don Alonso[4]
- Patricia Cuyul como Catalina[4]
- Francisco Ossa como Don Benito[4]
- Roberto Farías como Sebastián Romero[4]
- Sebastián Jara como El Grumete

## Episodios
| N.º | Título                                 | Dirigido por      | Escrito por | Fecha de lanzamiento original |
| --- | -------------------------------------- | ----------------- | ----------- | ----------------------------- |
| 1   | «Un nuevo mundo»                       | Alejandro Bazzano | Paco Mateo  | 31 de julio de 2020           |
| 2   | «La conquista de un sueño»             | Alejandro Bazzano | Paco Mateo  | 31 de julio de 2020           |
| 3   | «La muerte, menos temida, da más vida» | Nicolás Acuña     | Paco Mateo  | 31 de julio de 2020           |
| 4   | «La tierra prometida»                  | Nicolás Acuña     | Paco Mateo  | 31 de julio de 2020           |
| 5   | «Sangre y fuego»                       | Alejandro Bazzano | Paco Mateo  | 31 de julio de 2020           |
| 6   | «Hambre de gloria»                     | Nicolás Acuña     | Paco Mateo  | 31 de julio de 2020           |
| 7   | «Semillas de traición»                 | Alejandro Bazzano | Paco Mateo  | 31 de julio de 2020           |
| 8   | «Hasta el fin del mundo»               | Nicolás Acuña     | Paco Mateo  | 31 de julio de 2020           |